# Ниш императори
Императори Ниш су клуб америчког фудбала из Ниша, у Србији. Основани су 2006. године и своје утакмице играју на стадиону ФК Цар Константин. Тренутно се не такмиче.

## Историја
Клуб је основан 2006. године. У Суперлиги Србије почели су да се такмиче од 2008. године. У првој сезони су се налазили у групи „Југ“ и за мало им је измакло учешње у плеј-офу. Годину дана касније примљени су у Српску асоцијацију америчког фудбала (СААФ). Стандардни су учесник највишег ранга америчког фудбала у Србији.
У сезони 2014. успели су да се пласирају у доигравање где су у полуфиналу поражени од Вукова из Београда са 35:22.

## Новији резултати
| Сезона | Ранг | Лига              | Регуларни део | Ут. | Поб. | Пор. | Плеј-оф               |
| ------ | ---- | ----------------- | ------------- | --- | ---- | ---- | --------------------- |
| 2011.  | 1    | Прва лига Србије  | 5. место      | 6   | 1    | 5    | Нису се квалификовали |
| 2012.  | 2    | Друга лига Србије | 1. место      | ?   | ?    | ?    | Пласман у виши ранг   |
| 2013.  | 1    | Прва лига Србије  | 5. место      | 7   | 2    | 5    | Нису се квалификовали |
| 2014.  | 1    | Прва лига Србије  | 4. место      | 7   | 4    | 3    | Полуфинале            |
| 2015.  | 1    | Прва лига Србије  | 4. место      | 7   | 4    | 3    | Полуфинале            |
| 2016.  | 1    | Прва лига Србије  | 8. место      | 7   | 0    | 7    | Нису се квалификовали |
| 2017.  | 1    | Трећа лига Србије | 6. место      | 5   | 1    | 4    | Нису се квалификовали |